# Vladimír Zákrejs
Vladimír Zákrejs, křtěný Vladimír Svatopluk, píšící pod jménem Jan Evangelista Hanka (31. července 1880 Karlín – 18. července 1948 Hradec Králové) byl český architekt, urbanista, restaurátor, novinář a loutkař.

## Život
Vladimír Zákrejs byl synem spisovatele a literárního kritika Františka Zákrejse. Studoval gymázium v Praze v Truhlářské ulici a poté architekturu na pražské technice, kde byl žákem např. Jana Kouly, Josefa Schulze a zřejmě i Josefa Zítka. V průběhu studií psal verše. Od roku 1905 pracoval na pražském magistrátu. V roce 1908 pořídil první soupis památek Hradce Králové. Počátkem září 1906 se Vladimír Zákrejs oženil s Bohumilou Vindišovou a v roce 1910 přeložil do češtiny knihu Otto Wagnera Moderní architektura. Od roku 1911 se kromě svého hlavního oboru začal věnovat také loutkářství: nejdříve se zajímal o tradiční lidové loutkáře (např. Arnoštka Kopecká, vnučka Matěje Kopeckého), poté začal psát i vlastní loutkové hry. Mezi jeho režijní počiny na loutkové scéně patřily například Sofoklova Elektra nebo Shakespearův Macbeth. Mezi roky 1919 a 1922 a pak znovu po roce 1931 působil jako profesor urbanismu na brněnské technice, v mezidobí se věnoval vlastně projekční a poradenské praxi. Od 30. let 20. století také sepsal množství článků na obranu pravosti rukopisů (mj. také pod pseudonymy Jan Evangelista Hanka a JUC. Jana Pernerová), čímž navázal na zájmy a snahy svého otce.

## Dílo

### Architektonické a urbanistické realizace
- regulační plán města Hradec Králové (1909 a 1925–29)[4] - o tento regulační plán vedl Vladimír Zákrejs v letech 1925–34 soudní spor s Josefem Gočárem, který skončil smírem a uznáním Zákrejsových zásluh; Zákrejs se tak staví po bok Gočára do role "otce hradeckého meziválečného urbanismu"[6]
- architektonický návrh loutkového divadla v Praze (1912, nerealizováno)[5]
- urbanistické řešení čtvrti úřednických domků, Sušice (1922)[3]
- urbanistické řešení vilové čtvrti, Polička (1922 a 1932)[3][4]
- regulační plán města Uherské Hradiště (1925–27)[4]
- regulační plán města Piešťany (1925–33)[4]
- širší krajinné řešení Ostravska (1925–33)[4]
- krajinné řešení území Orlických hor (1927)[4]
- regulační plán města Žilina (1929)[4]
- regulační plán města Plzeň (1929–32)[3]

### Publikační činnost
- Klub za Starou Prahu: 1908[4]
- Úprava pláně letenské. Krása našeho domova, 1908, roč. 4, s. 43-45[4]
- Regulační plány venkovských měst. Krása našeho domova, 1908, roč. 4, s. 108-112, 120-123[4]
- Beroun. S lepty A. Porketa. Krása našeho domova, 1910, roč. 6, s. 117-119[4]
- Cesty cíle. Krása našeho domova, 1910, roč. 6, s. 165-168[4]

- WAGNER, O. Moderní architektura. Překl. Vladimír ZÁKREJS. Praha: Laichter, 1910[4]
- Město v budoucnosti. Pokroková revue, 1910-11, roč. 7, s. 129-134[4]
- Letchworth, zahradní město. Krása našeho domova, 1911, roč. 7, s. 145-150[4]
- Zahradní město u nás. Styl, 1912, roč. 4, s. 68-70[4]
- Zahradní města. Nevydaný rukopis. 1913[4] (1914[6])
- Vzkříšení loutkového divadla. Český Loutkář 2, 1913, s. 132-134[10]
- Budoucnost Šárky. Krása našeho domova, 1914, roč. 10, s. 51-55[4]
- Loutkové divadlo. Samostatnost. Kulturní snahy 28. 3. 1914[10]
- Stále loutkové divadlo. In J. Veselý: Příručka českého loutkáře. 1914[10]
- Několik poznámek o stavbě měst a ochraně památek. Krása našeho domova, 1915-17, roč. 11, s. 45-49[4]
- Organisace práce. Stavitel, 1919-20, roč. 1, s. 2[4]
- Vědecké základy stavby měst. Stavba, 1922, roč. 1, s. 6-11[4]
- Praha budoucí: projekty zítřka. Praha: Prometheus, 1922[4]
- Řešení Prahy s hlediska národního zájmu. Přednáška ve Spolku čsl. architektů a inženýrů v Praze, dne 11. dubna 1923. Časopis československých architektů, 1923, roč. 22, s. 215[4]
- Plány upravovací: příručka pro obecní funkcionáře. Praha: Ústav pro stavbu měst při M.A.P., 1. vyd. 1923, 2. vyd. 1925[4]
- Osidlování Palestiny (rukopis). 1925[4]
- Čím bys chtěl být (loutková hra), 1926[10]
- Na dně mořském (loutková hra), 1926[10]
- Rytíři z Oškobrhu (loutková hra), 1926[10]
- Methodické řešení plánů upravovacích. Praha: Ústav pro stavbu měst při M.A.P., 1925. 58 s. (2. uprav. vydání, zřejmě 1928)[4]
- Režisérské poznámky. Při studiu Shakespearova Macbetha. Loutkář 1928-1929, s. 216-219[10]
- Dobré zdání o získání upravovacího města Plzně ve smyslu osnovy nového stavebního řádu pro Čs. republiku. Plzeň: nákladem vlastním, 1929[4]
- Průplavové autostrády: Studie k Národnímu plánu upravovacímu ČSR. Moravská Ostrava: Regulační sbor ostravský, 1929[4]
- O novostavbu spořitelny královéhradecké. Akta První Republiky. Hradec Králové: Okresní záložna hospodářská, 1938[4]
- O stavbě měst u nás. Stavitelské listy, 1938, roč. 34, s. 3-5, 17-19, 33-36, 46-49, 76-78, 100-102, 111-114, 121-123[4]
- Bitva u Olomouce I., Praha, 1939, Česká společnost rukopisná, s. 32[9]
- Bitva u Olomouce II., Praha, 1939, ČEská společnost rukopisná, s. 32[9]
- K Bartošovu historickému rozboru RKZ, Zprávy Čsl. společnosti rukopisné, řada II., č. 4, 15. 12. 1939, s. 56-59[9]
- Grudův zázrak, Zprávy Čsl. společnosti rukopisné, řada II., č. 5, 25. 2. 1940, s. 70-71[9]
- Brána "Přesvltavu" v metodě topografické, Zprávy Čsl. společnosti rukopisné, řada II., č. 8-9, 1. 11. 1940, s. 89-91[9]
- Spor o minulost, Hradec Králové, 1947, s. 7[9]